# Album of the Year
Album of the Year es el sexto álbum de estudio de Faith No More, lanzado el 3 de junio de 1997, y el primero en el que tocó el último y actual guitarrista de la banda, Jon Hudson.

## Antecedentes

### Grabación
El guitarrista Jon Hudson se unió a la banda tras la partida de Dean Menta. Con respecto a Menta, Billy Gould dijo «No despedimos a Dean porque fuera un ímbecil, no despedimos a Dean por algo, fue solamente por que no podíamos escribir. Y él ya había escrito canciones pero no estaba funcionando. Lo hacía bien en las giras». El productor Roli Mosimann incitó a la banda a utilizar Pro Tools durante el proceso de grabación, algo que ellos jamás habían hecho antes. Gould comentó «él dijo que había algunas cosas que él cambiaría en Pro Tools. Un buen ejemplo de la edición de Roli era la canción 'Mouth to Mouth'. No estaba sonando bien para nosotros. Era casi una canción para desecharla. Pero a Roli en verdad le gustaba, así que terminó sacando los tambores [acústicos] en los coros y los movío a los versos en Pro Tools. Le dio a la canción una nueva vida».

### Canciones
«Naked in Front of the Computer», la cuarta canción del álbum, es una de las pocas canciones escritas exclusivamente por Mike Patton. Cuando se le preguntó a Billy Gould acerca del significado de la canción, respondió:

La verdad, esta canción es acerca del e-mail. Patton está un poco obsesionado con la idea de cómo las personas pueden comunicarse y tener relaciones en la computadora sin hablar o reunirse. Así que esta es una versión extrema de ese concepto. Lo curioso es que... la imagen de alguien sentado desnudo frente a una computadora no tenía sentido hace algunos años, pero ahora todo el mundo sabe lo que significa. Se ha convertido en parte de nuestra cultura.
Billy Gould.

«She Loves Me Not» la octava canción del álbum, y que tiene una clara influencia de la música lounge y pop, iba a ser el cuarto sencillo del disco, pero la banda se separó antes de que esto se llevara a cabo. Nunca ha sido tocada en vivo. A pesar de esto, apareció en el disco compilatorio de la banda The Platinum Collection. Cuando se le preguntó acerca de la canción, Billy Gould dijo:

Esta canción casi no la hicimos en el disco, casi ni siquiera grabamos las voces, porque es tan diferente a las otras canciones. Escribí esta canción y me daba casi vergüenza tocarla a alguien en la banda, porque es muy suave, pero al mismo tiempo es una buena canción. Es como una canción de Boyz II Men o algo así. No la quise tocar, como por medio año, pero finalmente se la mostré a Puffy y pensó que deberíamos incluirla, así que se la pasé a Patton y él dijo 'Escribí palabras, pero son muy exageradas'. Pero fuimos adelante con esa canción y él en verdad la cantó.
Billy Gould.

### Diseño del disco
La fotografía en la carátula retrata al primer presidente de Checoslovaquia, Tomáš Garrigue Masaryk, quien es recordado como el padre fundador del país.
Una parte del envoltorio del álbum retrata el funeral del mismo, con las palabras «pravda vítězí» (la verdad prevalece) adornando el ataúd. Dicha declaración es la frase de la República Checa. El arte fue reflejado con la banda frecuentemente llevando trajes de gala durante su gira para promocionar el disco. Esta tendencia se repitió en su gira de reunión de 2009.
La libreta del disco no incluye las letras de las canciones; sin embargo, Mike Patton y Billy Gould pusieron las letras oficiales en fnm.com, el cual era un sitio controlado por los fanes antes de la reformación de la banda en 2009.

## Gira y promoción
Al igual que en los discos anteriores, Album of the Year fue apoyado por una gira mundial cubriendo varios países, la cual duró desde el 22 de abril de 1997 hasta el 7 de abril del año 1998. La gira de Album of the Year es notable por tener a Limp Bizkit, una banda de nu metal/rap metal influenciada por Faith No More, como teloneros por algunos conciertos en Estados Unidos en 1997. En una entrevista de 2013, Roddy Bottum recordó «Yo peleé ahí en el momento. Tenía que luchar para tener algunas bandas que me gustaban para tenerlas en el programa en Portland y Seattle en esa gira. No tenía interés en el sonido de Limp Bizkit. No era como quería ser representado. No es por estar enojado, pero ese chico Fred Durst tenía una muy mala actitud. Él era un ímbecil. Yo recuerdo que trató a la audiencia de maricones en un concierto cuando lo abuchearon. Aquello no era una buena escena».

## Recepción
Inicialmente Album of the Year se topó con una respuesta de tibia a negativa de la crítica en los Estados Unidos, con la revista Rolling Stone clasificando el disco con una estrella y media fuera de cinco y comentó que la banda «[…] está flotando por ahí desesperadamente, buscando un sentido de identidad y dirección en una década que claramente los encuentra irrelevantes». Pitchfork le dio al disco una reseña similarmente negativa, declarando «Album Of The Year deja una sensación de despertar y encontrar el condón utilizado de anoche -- claro, el viaje fue divertido mientras duró, pero lo que queda es simplemente asqueroso. Y tú definitivamente no lo quieres en tu reproductor de CD». Sin embargo, el álbum fue aclamado por la crítica y los fanáticos en años posteriores a la disolución de la banda en 1998. En su reseña retrospectiva, Greg Prato de AllMusic le dio cuatro estrellas fuera de cinco y lo describió como «una forma adecuada para una de las más influyentes e importantes bandas del rock alternativo para poner fin a su carrera».
El vocalista Mike Patton criticó el disco en una entrevista en 2001, diciendo «[Nos separamos] porque estábamos empezando a hacer música mala. Y ahí es cuando tú necesitas desconectar el enchufe. Nuestro siguiente disco pudo haber sido un pedazo de mierda».

### Comercial
En lo que va de 2015, el álbum vendió más de 221 000 copias en los Estados Unidos. Lo que es similar a las ventas de su anterior disco King for a Day... Fool for a Lifetime, pero significativamente inferior a los otros discos desde la incorporación de Mike Patton. En las listas de Australia, República Checa y Nueva Zelanda alcanzó el número 1, mientras que en Alemania llegó al número 2. En Australia fue Disco de Platino por la venta de 70 000 copias del disco. En los charts británicos el álbum tuvo un leve éxito, sin embargo consiguió el Disco de Oro por la venta de 100 000 copias. Album of the Year ha vendido cerca de un millón de copias en el mundo.

## Lista de canciones
1. Collision (Hudson/Patton) 3:24
2. Stripsearch (Bordin/Hudson/Patton) 4:29
3. Last Cup Of Sorrow (Gould/Patton) 4:11
4. Naked In Front Of The Computer (Patton) 2:08
5. Helpless (Bordin/Gould/Patton) 5:26
6. Mouth To Mouth (Bordin/Gould/Hudson/Patton) 3:48
7. Ashes To Ashes (Bordin/Bottum/Gould/Hudson/Patton) 3:37
8. She Loves Me Not (Bordin/Gould/Patton) 3:29
9. Got That Feeling (Patton) 2:20
10. Paths Of Glory (Bordin/Bottum/Gould/Hudson/Patton) 4:17
11. Home Sick Home (Patton) 1:58
12. Pristina (Gould/Patton) 3:51

## Personal
- Mike Patton: vocalista
- Billy Gould: bajo
- Mike Bordin: batería
- Roddy Bottum: teclados, voces, guitarra en "Naked in Front of the Computer"
- Jon Hudson: guitarra